# Medaille „Für die Einnahme Berlins“

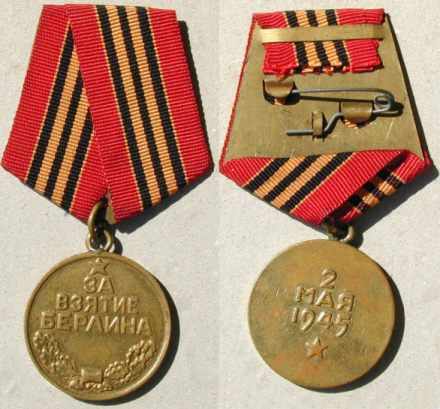
Avers und Revers der Medaille

Die Medaille „Für die Einnahme Berlins“ (russisch Медаль «За взятие Берлина») war eine sowjetische Auszeichnung im Zusammenhang mit der Schlacht um Berlin im Zweiten Weltkrieg, die mit der Eroberung Berlins durch die Rote Armee endete. Die Stiftung der Medaille erfolgte durch Josef Stalin im Jahre 1945. Sie wurde an all jene Angehörigen der Roten Armee verliehen, die an der Einnahme Berlins beteiligt waren.

## Aussehen und Trageweise
Die bronzefarbene Medaille zeigt auf ihrem Avers zwei unten gekreuzte, nach oben hin gebogene, viertelkreisförmige und offene Lorbeerzweige, die an ihrem unteren Kreuzpunkt mit einer Schleife verbunden sind. In der Mitte der Medaille ist die dreizeilige Inschrift ЗА / ВЗЯТИЕ / БЕРЛИНА (Für die Einnahme Berlins) zu lesen, über der ein Sowjetstern zu sehen ist. Das Revers zeigt die dreizeilige Inschrift 2 / МАЯ / 1945 (2. Mai 1945), das Datum der Einnahme Berlins. Darunter ist ebenfalls ein Sowjetstern dargestellt.
Getragen wurde die Medaille an der linken oberen Brustseite des Beliehenen an einer langgestreckten pentagonalen stoffbezogenen Spange, deren Grundfarbe rot ist. In dieses Band ist senkrecht ein Schwarz-Gelb-Schwarz-Gelb-Schwarzer Mittelstreifen eingewebt, der zusätzlich einen 1 mm breiten gelben Saum besitzt. Die dazugehörige Interimsspange ist von gleicher Beschaffenheit.